# Areca tunku
Areca tunku är en enhjärtbladig växtart som beskrevs av John Dransfield och Chong Keat Lim. Areca tunku ingår i släktet Areca och familjen Arecaceae. Inga underarter finns listade i Catalogue of Life.